# DeuS (bière)
Pour les articles homonymes, voir Deus.
La Deus (dont la graphie officielle est DeuS) est une bière belge fabriquée à la brasserie Bosteels à Buggenhout en Flandre-Orientale,.

## Description
La DeuS est à mi-chemin entre la bière et le vin pétillant. Elle est le résultat d’un processus de préparation de plusieurs mois combinant deux méthodes de productions. D’abord brassée avec de l’orge en Belgique, où elle fermente dans un premier temps, elle est ensuite emmenée en France où elle est mise en bouteille avec la « technique traditionnelle » (identique à celle du champagne). 
Consommé en apéritif, digestif ou en accompagnement de desserts, cette bière sucrée et fruitée déploie des arômes de pomme, de menthe, de thym, de citron, de gingembre, de houblon, de piment exotique et de girofle. Sa robe est blanche avec des bulles très petites et sa couleur varie du blond clair à l’or clair.
Elle se conserve dans un endroit frais et sombre. Avant sa dégustation, elle passera de 6 à 12 heures dans le réfrigérateur, puis il est conseillé de mettre la bouteille dans un seau à glace. Elle se boit à une température située entre 2 et 4 °C, idéalement dans des coupes préalablement refroidies.
L'autre bière brut est la Malheur, produite par la brasserie De Landtsheer.